# Thám tử gà mơ
Thám tử gà mơ (tiếng Hàn Quốc: 탐정: 더 비기닝) là một bộ phim điện ảnh Hàn Quốc 2015 do Kim Joung-hoon làm đạo diễn. Phim được công chiếu vào ngày 24 tháng 9 năm 2015.

## Phân vai
- Kwon Sang-woo vai Kang Dae-man
- Sung Dong-il vai Noh Tae-soo